# Тамаруго
Тамару́го (Conirostrum) — рід горобцеподібних птахів родини саякових (Thraupidae). Представники цього роду мешкають в Південній Америці.

## Види
Виділяють одинадцять видів:
- Тамаруго амазонійський (Conirostrum margaritae)
- Тамаруго мангровий (Conirostrum bicolor)
- Тамаруго рудогузий (Conirostrum speciosum)
- Тамаруго білощокий (Conirostrum leucogenys)
- Тамаруго великий (Conirostrum albifrons)
- Танагра велика (Conirostrum binghami)
- Тамаруго чорноголовий (Conirostrum sitticolor)
- Тамаруго білобровий (Conirostrum ferrugineiventre)
- Тамаруго рудобровий (Conirostrum tamarugense)
- Тамаруго колумбійський (Conirostrum rufum)
- Тамаруго сірий (Conirostrum cinereum)

Велику танагру раніше відносили до монотипового роду Oreomanes, однак за результатами молекулярно-генетичного дослідження цей вид був переведений до роду Тамаруго (Conirostrum).

## Етимологія
Наукова назва роду Conirostrum походить від сполучення слів лат. conus — конус і лат. rostrum — дзьоб.